# Once Again
Once Again es el segundo álbum de Barclay James Harvest, publicado a principios de 1971. Incluye temas de carácter sinfónico y épico como "Song For the Dying", "She Said", and "Mocking Bird", junto con otros de carácter más melódico e intimista, como "Galadriel" y "Vanessa Simmons". "Mocking Bird" es uno de los temas favoritos del grupo de todos los tiempos, y fue incluido en la mayoría de conciertos del grupo desde entonces. Como en el resto de álbumes de la época Harvest, fue grabado con orquesta.

## Lista de temas[2]
- Álbum original

1. "She Said" – 8:21
2. "Happy Old World" – 4:40
3. "Song For Dying" – 5:02
4. "Galadriel" – 3:14
5. "Mockingbird" – 6:39
6. "Vanessa Simmons" – 3:45
7. "Ball And Chain" – 4:49
8. "Lady Loves" – 4:07

- Temas extra - disponibles en el CD remasterizado

1. "White Sails (A Seascape)" – 1:43
2. "Too Much On Your Plate" – 5:28
3. "Happy Old World" (mezcla cuadrafónica) – 4:40
4. "Vanessa Simmons" (mezcla cuadrafónica) – 3:46
5. "Ball And Chain" (mezcla cuadrafónica) – 4:48

## Miembros del grupo[2]
- John Lees – cantante, guitarra
- Les Holroyd – cantante, bajo, guitarras, teclados
- Stuart "Woolly" Wolstenholme – cantante, mellotron, teclados
- Mel Pritchard – batería, percusión

## Personal adicional[2]
- The Barclay James Harvest Symphony Orchestra
- Director: Gavin Wright
- Director musical: Robert Godfrey
- Ingeniero de sonido: Peter Bown

## Sencillos
El 19 de marzo de 1971 EMI lanzó un sencillo con dos temas de Once Again: Mocking Bird y Vanessa Simmons con la referencia HAR 5034. El mismo 1971, Belter publicó un sencillo con esas mismas dos canciones, con la referencia Belter 08.025.

## Portada
Diseñada por Latimer Reeves, basada en una sección ampliada del diseño del álbum de debut.